# Tom Swift

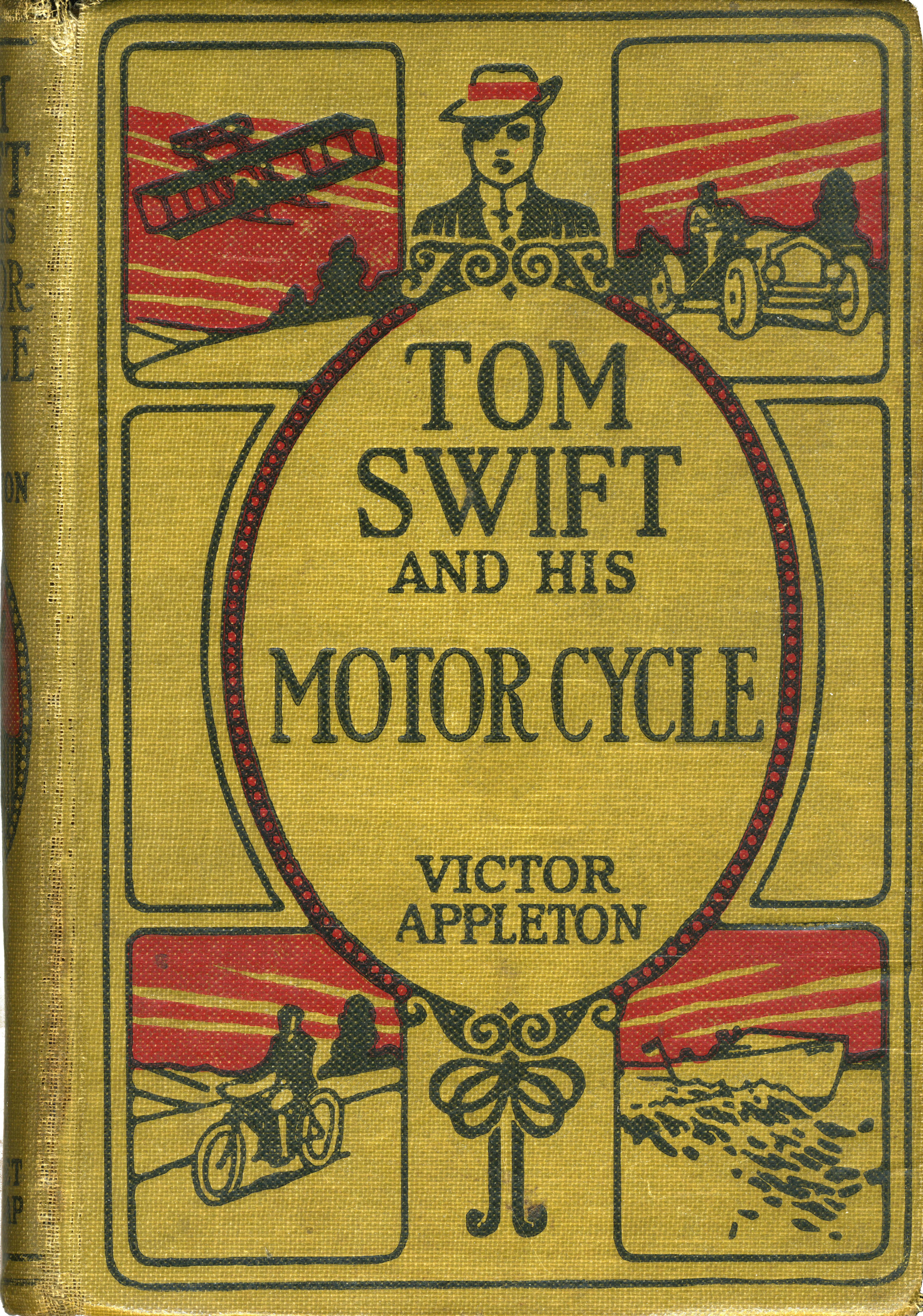
Tom Swift and His Motor Cycle (1910), la primera obra con Tom Swift como protagonista.

Tom Swift es el personaje principal de cinco series de novelas estadounidenses de ciencia ficción y aventura para jóvenes, que enfatizan en la ciencia, las invenciones y la tecnología. Publicadas por vez primera en 1910, las series suman más de cien volúmenes. Edward Stratemeyer fue el creador de Swift y el fundador del Stratemeyer Syndicate, una empresa dedicada a la producción de libros. Varios escritores fantasma, siendo Howard R. Garis el primero, se encargaron de escribir las aventuras del personaje. La mayoría de las obras reconocen como su autor a Victor Appleton, un pseudónimo colectivo. Los 33 volúmenes de la segunda serie emplean el alias de Victor Appleton II. En su mayoría esta y las series subsecuentes tienen como protagonista a Tom Swift, Jr. En 2007 se publicaron nuevos títulos. 
Gran parte de la obra se centró en los inventos de Swift y generalmente describen los efectos totalmente benéficos de la ciencia y la tecnología. Además, apuntaban como admirable y heroico el papel del inventor en la sociedad. Los libros fueron traducidos a múltiples idiomas y suman más de treinta millones de copias vendidas a nivel mundial. También se creó un juego de mesa sobre Swift y se planeó hacer una serie de televisión, aunque finalmente no se llevó a cabo. Steve Wozniak e Isaac Asimov, entre otras personas, se refirieron a Tom Swift como una inspiración. Las invenciones del personaje también han inspirado, supuestamente, muchos inventos, como el taser. Se dice que «Taser» es un acrónimo de «Thomas A. Swift's Electric Rifle».

## Inventos

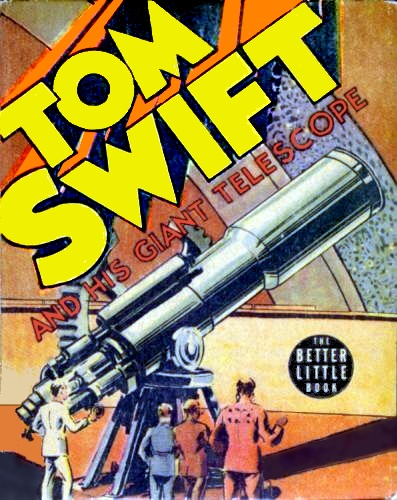
Tom Swift and His Giant Telescope (1939), parte de la serie original de Swift.

En varias de sus encarnaciones, Tom Swift, por lo regular un adolescente, es creativo y se inclina por la ciencia; «Swift por nombre y swift [raudo] por naturaleza». Se le retrata como un genio innato. En las series iniciales, se mencionó que tuvo poca educación formal. El personaje se modeló con base en otros inventores como Henry Ford, Thomas Alva Edison y Glenn Curtiss. En su mayoría, los libros se centran en sus creaciones más recientes y el papel que juegan en la resolución de problemas o misterios, o en la forma en que le ayudan a lograr proezas de exploración o rescate. Es común que deba proteger sus nuevos inventos de villanos que «buscan robarle el protagonismo o evitar que tenga éxito».
Muchas de las invenciones ficticias reflejaron avances tecnológicos posteriores o precedieron tecnología más tarde considerada ordinaria. Tom Swift Among the Diamond Makers (1911) se basó en Charles Algernon Parsons y sus intentos de sintetizar diamantes por medio de corriente eléctrica. Tom Swift and His Photo Telephone se publicó en 1912, sin embargo, el envío de fotografías por teléfono no se logró plenamente sino hasta 1925. Tom Swift and His Wizard Camera, de 1912, presentaba cámaras filmadoras portátiles, objetos que se crearon hasta 1923. Tom Swift and His Electric Locomotive (1922) se publicó dos años antes de que el Central Railroad de Nueva Jersey comenzara a utilizar la primera locomotora diésel-eléctrica. La casa rodante que Swift creó en el libro Tom Swift and His House on Wheels en 1929 precedió por un año a la primera caravana. Tom Swift and His Diving Seacopter (1952) presentaba un submarino volador, similar a uno planeado cuatro años después por el Departamento de Defensa de los Estados Unidos. No obstante, no se han producido otras de sus invenciones, como el motor silenciador de avión que construye en Tom Swift and His Magnetic Silencer (1941).

## Autoría
Edward Stratemeyer, fundador de Stratemeyer Syndicate, una empresa dedicada a la producción de libros, creó el personaje en 1910. Sin embargo, ya había empleado el nombre «Tom Swift» en Shorthand Tom the Reporter; Or, the Exploits of a Bright Boy de 1903. Stratemeyer inició las series para sacar provecho del mercado de aventuras científicas para niños. Los autores de la compañía escribieron las historias de Swift primero preparando un borrador con los elementos de la trama, seguido del boceto y edición del manuscrito detallado. Los libros se publicaron bajo el pseudónimo «Victor Appleton». Edward Stratemeyer y Howard Garis redactaron la mayoría de los volúmenes de la serie original, mientras que la hija del primero, Harriet Adams, hizo lo propio con los últimos tres volúmenes.
En 1954, Adams creó las series de Tom Swift, Jr., publicadas con «Victor Appleton II» como autor. El protagonista era hijo del Tom Swift original. Adams también se encargó de idear y bocetar buena parte de las historias. Por su parte, diversos autores se encargaron de escribir los textos, como William Dougherty, John Almquist, Richard Sklar, James Duncan Lawrence, Tom Mulvey y Richard McKenna. Una tercera serie se inició en 1981 y finalizó cuatro años después. En 1984, la editorial Simon & Schuster compró Stratemeyer Syndicate y los derechos del personaje y contrató a Mega-Books, una empresa neoyorkina de producción de libros, para la elaboración de nuevas series. Simon & Schuster produjo dos series más: una publicada entre 1991 y 1993 y, a partir de 2006, Tom Swift, Young Inventor.

## Series
La primera serie, formada por cuarenta volúmenes, fue la más larga. Posteriormente, Tom Swift también fue el personaje principal de los 33 volúmenes de la segunda, Tom Swift, Jr. Adventures, los once de la tercera serie, los trece de la cuarta y la media docena de la quinta, Tom Swift, Young Inventor, para un total de 103 volúmenes. Además de Estados Unidos, los libros fueron publicados extensamente en Inglaterra. Por otra parte, las obras se tradujeron a noruego, francés, islandés y finés.

### Serie original (1910–1941)
| "'All right, Dad. Go ahead, laugh.'" "'Well, Tom, I'm not exactly laughing at you ... it's more at the idea than anything else. The idea of talking over a wire and, at the same time, having light waves, as well as electrical waves passing over the same conductors!'" "'All right, Dad. Go ahead and laugh. I don't mind,' said Tom, good-naturedly. "'Folks laughed at Bell, when he said he could send a human voice over a copper string ...'" Traducción «'Muy bien, papá. Adelante, ríete.'» «'Bueno, Tom, no me río exactamente de ti ... me río de la idea más que nada. ¡La idea de hablar por medio de un cable y, que al mismo tiempo, pasen por los mismos conductores ondas lumínicas y eléctricas!'» «'De acuerdo, papá. Ríete. No me importa,' dijo Tom, de buena manera. 'La gente se burló de Bell cuando dijo que podía emitir una voz humana por medio de un cable de cobre ...'» —Tom Swift and His Photo Telephone (1912) |

En la serie original, Tom Swift reside en la ficticia Shopton, Nueva York. Su padre es Barton Swift, fundador de la Swift Construction Company. Su madre ha muerto, aunque la señora Baggert, el ama de llaves, cumple las funciones de madre. Por lo común, Tom comparte sus aventuras con su amigo Ned Newton, que con el tiempo pasa a ser el gestor financiero de la compañía Swift. En la mayor parte de la serie, Tom sale con Mary Nestor. Se cree que su posterior matrimonio conllevó el fin de la serie, dado que a los jóvenes se les dificultaba identificarse con un hombre casado.
También se cree que el Tom Swift original representaba el concepto de inventores predominante a inicios del siglo XX. Tom sólo estudió hasta terminar el instituto. Según el crítico Robert Von der Osten, su habilidad creativa se presenta como «innata de alguna forma». El personaje no es teórico, sino un reparador y, más tarde, un experimentador que, con su equipo de investigación, encuentra aplicaciones prácticas para las investigaciones de otras personas. Asimismo, no es común que desarrolle metódicamente sus creaciones y las perfeccione, sino que más bien llega a ellas por prueba y error.
En un inicio, las invenciones no eran innovadoras. En los primeros dos libros repara una motocicleta y un bote; en el tercero desarrolla un dirigible, pero con la ayuda de un aeronauta. En algunos momentos, también es inseguro y pide ayuda a sus mayores. Von der Osten apunta que ese «Tom Swift es más dependiente de su padre y otros adultos en un inicio y es más vacilante en su actuar. Cuando su aeronave se golpea con una torre, de manera inusual, Tom queda desconcertado y necesita ayuda». No obstante, a medida que la serie avanza, sus inventos «muestran una genialidad cada vez más independiente, a medida que desarrolla artefactos, como un rifle eléctrico y una telefoto, más distantes del estándar científico». Algunas de sus creaciones son mejoras de tecnologías presentes en ese momento, mientras que otras no se estaban desarrollando —al momento de la publicación de los libros—, ni se han creado.

### Segunda serie (1954–1971)
En esta serie, presentada como extensión y continuación de la primera, el Tom Swift original se desempeña como director ejecutivo de Swift Enterprises, un recinto cerrado de cuatro millas cuadradas en donde se crean y construyen inventos, y su hijo, Tom Swift, Jr., es ahora el principal genio inventivo de la familia. Andrew Svenson, empleado del Stratemeyer Syndicate, indicó que esta serie se basaba en  «hechos científicos y probabilidad, mientras que el viejo Tom se encontraba con historias de aventura mezcladas con pseudociencia». Se contrató tres doctores en ciencia como asesores para asegurar la precisión científica de la serie. Las aventuras del joven Tom van desde las profundidades de la Tierra (Tom Swift and His Atomic Earth Blaster de 1954), al fondo del océano (Tom Swift and His Diving Seacopter de 1956), a la Luna (Tom Swift in the Race to the Moon de 1958) y, más tarde, al sistema solar exterior (Tom Swift and His Cosmotron Express de 1970). Con el tiempo, los volúmenes comenzaron a hacer mayor hincapié en los «amigos [extraterrestres] del espacio», como se les denomina a lo largo de la serie. Los seres aparecen por vez primera en el primer volumen: Tom Swift and His Flying Lab (1954). Las aventuras de Tom Swift, Jr., fueron, sin embargo, menos exitosas en términos comerciales. Se vendieron seis millones de copias en total, ocho millones menos que las vendidas de la primera serie.
A diferencia de la serie anterior, muchos de los inventos de Tom hijo estaban diseñados para operar en el espacio. Asimismo su «genialidad es, inequívocamente, original dado que construye laboratorios voladores accionados con energía nuclear, establece puestos remotos espaciales y desarrolla maneras de navegar en el espacio por medio de rayos cósmicos». Por otra parte, a diferencia de su padre, el joven Tom no es únicamente un reparador, sino que se sustenta en teorías científicas y matemáticas. De acuerdo con Robert Von der Osten «la ciencia [en los libros] es, de hecho, comprendida como un grupo de teorías que se desarrollan con base en la experimentación y la discusión científica. En lugar de oponerse a los avances tecnológicos, tal entendimiento teórico se torna esencial para la inventiva».
Por lo común, estas aventuras e inventos —desarrollados en la era de la guerra fría— se ven motivados por el patriotismo. Tom, en repetidas ocasiones, derrota a los agentes de los países ficticios «Kranjovia» y «Brungaria», este último un lugar que Francis Molson describió como «vagamente un país de Europa Oriental, enérgicamente opositor de los Swift y de Estados Unidos. Por lo tanto, la competición y rivalidad de los Swift con los habitantes de Brungaria es tanto personal como patriótica».

### Tercera serie (1981–1984)
La tercera serie, a diferencia de las dos anteriores, está ambientada principalmente en el espacio exterior, aunque se hacen menciones ocasionales de Swift Enterprises, ahora ubicada en Nuevo México. Tom Swift explora el universo en la nave espacial Exedra, que emplea una tracción más rápida que la luz y que obtuvo por medio de un proceso de ingeniería inversa a partir de una sonda espacial extraterrestre. Le ayuda Walking Eagle, un indígena americano que funge como su copiloto, mejor amigo y técnico informático, y Anita Thorwald, antigua rival que ahora colabora con él como técnica y cuya pierna derecha se reconstituyó para contener una computadora en miniatura.
La serie mantiene únicamente una continuidad ocasional y difusa con las dos anteriores. A Tom se le denomina el hijo del «gran Tom Swift» y se dice que es «ya un colaborador importante y activo del negocio familiar, un gigante complejo científico industrial multimillonario, conocido como Swift Enterprises». Sin embargo, Francis Molson indica que no se explica si este Tom Swift es nieto del Tom Swift original o sigue siendo el Tom Swift, Jr. de la segunda serie.
El Tom Swift de la tercera serie inventa menos que sus predecesores y sus creaciones rara vez son la característica principal de la trama. Aun así, según Molson, «No se ignora al Tom inventor. Quizá una de sus creaciones más impresionantes y la esencial de la serie es Aristotle, un robot que diseña y construye, y que se convierte en un personaje ganador y simpático por mérito propio». El ritmo de los libros es más lento que en la segunda serie e incluyen diálogos realistas y coloquiales. Cada volumen comienza donde finalizó el anterior y en ellos la tecnología es creíble y certera.

### Cuarta serie (1991–1993)
Tom Swift (nuevamente «Jr.») protagoniza la cuarta serie, en su mayoría ambientada en la Tierra, con viajes ocasionales a la Luna. Swift Enterprises ahora está radicada en California. En el primer libro, The Black Dragon, se menciona que Tom es el hijo del Tom Swift original y Mary Nestor. Asimismo, ese volumen trata con lo que Richard Pyle califica de «conceptos modernos y futuristas» y, al igual que con la serie anterior, presenta un grupo de personajes étnicamente diverso.
Al igual que en la segunda serie, se retrata a Tom como un científico e inventor, cuyas creaciones dependen de conocimientos teóricos. No obstante, se diferencia de las versiones anteriores debido a que la genialidad inventiva de Tom llega a ser problemática y peligrosa. Robert Von der Osten indica que a menudo los inventos tienen repercusiones inesperadas e inconvenientes.

a device to create a miniature black hole which casts him into an alternative universe; a device that trains muscles but also distorts the mind of the user; and a genetic process which, combined with the effect of his black hole, results in a terrifying devolution. Genius here begins to recapitulate earlier myths of the mad scientist whose technological and scientific ambitions are so out of harmony with nature and contemporary science that the results are usually unfortunate.
un artefacto para crear un agujero negro que le arroja a un universo alternativo; un aparato que entrena músculos, pero que también distorsiona la mente del usuario, y un proceso genético que, combinado con el efecto del agujero negro, resulta en una espantosa degeneración. Los genios comienzan a recapitular mitos antiguos de científicos locos, cuyas ambiciones tecnológicas y científicas estaban tan desarmonizadas con la naturaleza y la ciencia contemporánea que, por lo común, los resultados son desgraciados.
Von der Osten (2004), 270.

La serie también presenta más violencia que las anteriores; en The Negative Zone, Tom estalla una habitación de motel para escapar de las autoridades.

### Quinta serie (2006–2007)
En la quinta serie «Tom Swift, Young Inventor», Tom es hijo de los Tom Swift y Mary Nestor originales y reside en Shopton, Nueva York. Además, se presentan inventos más cercanos a la tecnología presente, «en lugar de ser ultrafuturistas». En varios libros, el antagonista es The Road Back (TRB), una organización terrorista contraria a la tecnología. Por otra parte, el archienemigo personal de Tom es Andy Foger, hijo adolescente del antiguo socio de su padre, dueño de una compañía rival —éticamente ambigua— de alta tecnología.

## Otros medios de comunicación
La empresa Parker Brothers fabricó en 1966 un juego de mesa de Tom Swift. En 1914, Edward Stratemeyer planteó la producción de una película sobre este personaje; sin embargo, nunca se efectuó. Posteriormente, en 1946 se propuso crear una serie de radio. Aunque se redactaron dos guiones, el proyecto nunca se concretó por razones desconocidas. Más tarde, en 1958 se filmó un episodio piloto para un programa televisivo llamado The Adventures of Tom Swift, protagonizado por Gary Vinson. No obstante, problemas legales impidieron su distribución y emisión. Asimismo, no se sabe si existen copias del episodio, mas sí hay del libreto. Diez años después, Twentieth Century-Fox planificó un largometraje que sería dirigido por Gene Kelly. Se escribió y aprobó un guion y en 1969 inició el rodaje. Empero, el proyecto se canceló dada la poca aceptación que tuvieron los filmes Doctor Dolittle (1967) y Star! (1968). Un dirigible de 500 mil dólares construido para la película se vendió a un parque de diversiones.
Poco después, se volvió a planear una cinta en 1974. Sin embargo, también fue cancelada. Se redactaron otros libretos para series de televisión nunca consumadas que involucraban al Tom Swift de la serie original y su hijo. Además, en 1977, Glen A. Larson escribió el piloto de un programa no concretado, titulado TS, I Love You: The Further Adventures of Tom Swift. Por fin, en 1983, se realizó un proyecto sobre el personaje: el especial televisivo The Tom Swift and Linda Craig Mystery Hour, transmitido el 3 de julio, con Willie Aames como Tom Swift y Lori Loughlin en el papel de Linda Craig. Fue, sin embargo, un fracaso en los índices de audiencia. Ulteriormente, en 2007, el estudio digital Worldwide Biggies adquirió los derechos para una película y anunció sus intenciones de lanzar un largometraje, un videojuego y un programa de televisión.

## Críticas de racismo
En Tom Swift and His Electric Rifle se describe a los africanos como animales salvajes e incivilizados y al protagonista blanco como su paternal salvador.

In the book, as in America today, the black people are rendered as either passive, simple and childlike, or animalistic and capable of unimaginable violence. They are described in the book at various points as “hideous in their savagery, wearing only the loin cloth, and with their kinky hair stuck full of sticks”, and as “wild, savage and ferocious ... like little red apes”.
En el libro, tal como en Estados Unidos, a los negros se les representa ya sea como pasivos, simples e infantiles, o como bestiales y capaces de niveles inimaginables de violencia. En varios puntos de los libros se les describe como «espantosos en su salvajismo, visten únicamente un taparrabos y con su cabello rizado atascado de ramas» y como «salvajes, violentos y feroces [...] como pequeños simios rojos».
Jamiles Lartey.

## Impacto cultural

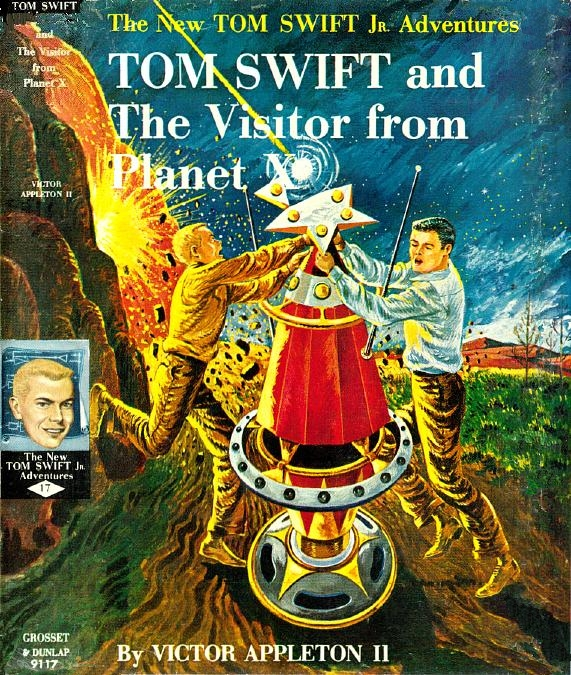
Tom Swift and the Visitor from Planet X (1961), parte de la segunda serie.

A estas obras se le ha atribuido colaborar en el éxito de la ciencia ficción estadounidense y en el establecimiento de las edisonade (historias centradas en inventores y científicos brillantes) como leyendas culturales fundamentales. Las aventuras de Tom Swift fueron populares desde que se introdujo el personaje en 1910. Para 1914 ya se vendían 150 mil copias anuales y un estudio de 1929 descubrió que la serie era la segunda en popularidad entre los adolescentes, solo por detrás de la Biblia para niños. Asimismo, para 2009 se habían vendido más de 30 millones de copias a nivel mundial.
Su estilo, algunas veces cargado de adverbios, llevó a denominar «Tom Swifties» —un tipo de Wellerismo— a un juego de palabras adverbial. Originalmente, se les denominaba «Tom Swiftly», haciendo referencia al uso del adverbio, pero con el tiempo pasaron a llamarse «Tom Swifty». Ejemplos de lo anterior son «'I lost my crutches,' said Tom lamely'» («'Perdí mis muletas,' dijo Tom débilmente'») y «'I'll take the prisoner downstairs', said Tom condescendingly.'» («'Llevaré al prisionero abajo, dijo Tom condescendientemente.'».
Las invenciones ficticias inspiraron inventos reales, como la «Tom Swift Terminal» de Lee Felsenstein que «condujo a la creación del computador personal conocido como Sol» y del taser, inicialmente llamado «TSER», por «Tom Swift Electric Rifle». El aparato lleva ese nombre por el artefacto principal de Tom Swift and His Electric Rifle (1911). Según su creador, Jack Cover, «se agregó una 'A' porque nos cansamos de responder al teléfono: 'TSER'».
Científicos, inventores y escritores de ciencia ficción han mencionado como una inspiración a Tom Swift. Entre ellos se incluyen Raymond Kurzweil, Isaac Asimov y Robert A. Heinlein. Steve Wozniak indicó que las aventuras de Tom Swift, Jr. eran su lectura favorita durante su infancia y que le inspiraron a ser científico. Según él, leer los libros le hacían sentir «que los ingenieros pueden salvar al mundo de cualquier clase de males y conflictos».